# Toussaint Poisson
Toussaint Poisson   (París, 1797 - París, 13 de setembre de 1861), de nom complet Toussaint René Poisson, va ser un compositor i educador musical francès.
Toussaint Poisson va estudiar composició a la classe d'Henri Montan Berton al Conservatori de París. El 1819 va guanyar el primer segon gran Prix de Rome, amb la cantata Herminie, després de Jacques Fromental Halévy i Jean Massin.
Des del 1830 va ser contrabaixista a l'orquestra de l'òpera de París. És autor de dos escrits educatius, tots dos publicats a París: L'harmonie dans ses plus grands développements, ou theorie de composition musicale i De la basse sous le chant, ou l'art acompanyant de la mélodie et du contrepoint et de la fuga.